# Wissadula pavonii
Wissadula pavonii là một loài thực vật có hoa trong họ Cẩm quỳ. Loài này được Hochr. miêu tả khoa học đầu tiên năm 1917.